# George Claude Pimentel
George Claude Pimentel (2 de maio de 1922 – 18 de junho de 1989) foi um renomado químico e pesquisador, inventor do laser químico, que também se dedicou à educação científica e ao serviço público.

## Carreira
Ele desenvolveu a técnica de isolamento de matriz em química de baixa temperatura. Também desenvolveu a espectroscopia infravermelha resolvida no tempo para estudar radicais e outras espécies transitórias. No final da década de 1960, Pimentel liderou a equipe da Universidade da Califórnia que projetou o espectrômetro infravermelho para as missões Mars Mariner 6 e 7 que analisaram a superfície e atmosfera de Marte.
Foi um professor apaixonado e popular de química para iniciantes durante toda a sua carreira.
Na educação científica, foi mais conhecido pelo projeto CHEM STUDY, um esforço nacional para melhorar o ensino de química no ensino médio. Participou na produção de filmes e outros materiais complementares e no treinamento de professores em todo o país. Mais tarde, em 1985, organizou e editou o "Relatório Pimentel" da Academia Nacional de Ciências, formalmente conhecido como Oportunidades em Química, que destacou os desafios mais importantes na química naquela época. Foi um recurso para o público em geral, incluindo legisladores. Uma versão revisada, Oportunidades em Química Hoje e Amanhã, foi utilizada mundialmente para estudantes do ensino médio e universitário.
Formado pela Universidade da Califórnia, Los Angeles (B.S. 1943) e Universidade da Califórnia, Berkeley (Ph.D. 1949), Pimentel começou a lecionar em Berkeley em 1949, onde permaneceu até sua morte em 1989 devido a um câncer intestinal, com um período de três anos como Diretor Adjunto na Fundação Nacional de Ciência durante a administração Carter em Washington, D.C..

## Honras e prêmios
O Prêmio ACS em Educação Química foi renomeado como Prêmio George C. Pimentel em Educação Química em sua homenagem em 1989.
- Prêmio Earle K. Plyler de Espectroscopia Molecular (1979)
- Prêmio Wolf em Química (1982)
- Prêmio Peter Debye (1983)
- Eleito para a Sociedade Filosófica Americana (1985)[7]
- Medalha Nacional de Ciência (1985)
- Medalha Franklin (1985)
- Prêmio Welch (1986)
- Medalha de Ouro do Instituto Americano de Químicos (1988)
- Medalha Priestley (1989)
- Prêmio George C. Pimentel em Educação Química (1990)

Em 1966, Pimentel foi eleito para a Academia Nacional de Ciências e em 1968 para a Academia Americana de Artes e Ciências. Em 1987 e 1989, foi eleito membro honorário da Sociedade Química Real (Grã-Bretanha) e do Instituto Real da Grã-Bretanha. Em 1987, atuou como Presidente da Sociedade Americana de Química.

## Laser químico
Em 1961, John C. Polanyi foi o primeiro a apontar a possibilidade de bombeamento químico baseado em excitação vibracional. Ele propôs quatro reações possíveis, uma das quais era a reação de H + Cl2. Usando um espectrômetro infravermelho, Jerome Kasper e Pimentel descobriram pulsos infravermelhos produzidos pela fotodissociação de iodo, o primeiro laser químico. Em setembro de 1964, anunciaram sua descoberta na primeira conferência sobre lasers químicos, e, até então, mais de 100 reações químicas possíveis e 60 reações de fotodissociação foram propostas como capazes de produzir radiação laser. No entanto, no simpósio em San Diego, apenas um laser em funcionamento foi relatado, que era baseado na fotodissociação de iodo. Em 1965, Kasper e Pimentel descobriram a radiação laser HCl, resultante da explosão do sistema H2 / Cl2. Após a descoberta do laser baseado na reação de F + H2 em 1967, o número de lasers químicos descobertos pelo laboratório de Pimentel aumentou rapidamente. Assim, Pimentel foi o primeiro a transformar a energia química obtida como resultado da excitação vibracional em radiação laser.